# TV Doma
TV Doma (en eslovaco: doma, que significa "En el hogar") es un canal de televisión eslovaco de la empresa Central European Media. Se trata de una estación de entretenimiento cuyo contenido está mayormente ocupado por telenovelas.

## Telenovelas
| Título original            | Título eslovaco/Translación  | Estreno                  | Final                    | Segunda vez | Tercera vez                              | Cuarta vez                                    | Quinta vez                                 |
| -------------------------- | ---------------------------- | ------------------------ | ------------------------ | --- | ---------------------------------------- | --------------------------------------------- | ------------------------------------------ |
| Alborada                   | Osudové stretnutie           | 31 de agosto de 2009     | 8 de enero de 2010       | |                                          |                                               |                                            |
| Amor en custodia           | Zakázaná vášeň               | 28 de enero de 2013      | 13 de agosto de 2013     | 4 de marzo de 2014 – 12 de septiembre de 2014                                                                      |                                          |                                               |                                            |
| Camaleones                 | Rebeli na strednej           | 15 de febrero de 2011    | 22 de agosto de 2011     | 20 de enero de 2014 – 25 de julio de 2014                                                                          |                                          |                                               |                                            |
| Cuando seas mía            | Keď budeš moja               | 3 de diciembre de 2009   | 2 de abril de 2010       | 13 de febrero de 2012 – 14 de diciembre de 2012                                                                    | 7 de enero de 2014 – 20 de junio de 2014 | 1 de agosto de 2016 – 20 de enero de 2017     | 19 de marzo de 2018 – 31 de agosto de 2018 |
| Cuidado con el ángel       | Nespútaný anjel              | 17 de agosto de 2010     | 28 de julio de 2011      | 14 de noviembre de 2013 – 14 de mayo de 2014                                                                       |                                          |                                               |                                            |
| Destilando Amor            | Čistá láska                  | 1 de febrero de 2011     | 22 de julio de 2011      | 30 de julio de 2012 – 14 de diciembre de 2012                                                                      |                                          |                                               |                                            |
| ¿Dónde está Elisa?         | Nezvestná                    | 15 de mayo de 2014       | 5 de septiembre de 2014  | 18 de mayo de 2015 – 24 de julio de 2015                                                                           |                                          |                                               |                                            |
| Doña Bárbara               | Doňa Barbara                 | 22 de octubre de 2010    | 15 de julio de 2011      | 7 de enero de 2014 – 6 de agosto de 2014                                                                           |                                          |                                               |                                            |
| Duelo de pasiones          | Súboj vášní                  | 5 de abril de 2010       | 4 de junio de 2010       | |                                          |                                               |                                            |
| El cuerpo del deseo        | Túžba tela                   | 1 de marzo de 2010       | 15 de septiembre de 2010 | 14 de agosto de 2013 – 11 de marzo de 2014                                                                         |                                          |                                               |                                            |
| El rostro de Analía        | Pravá tvár vášne             | 4 de enero de 2010       | 26 de noviembre de 2010  | |                                          |                                               |                                            |
| Entre el amor y el odio    | Medzi láskou a nenávisťou    | 16 de septiembre de 2010 | 31 de enero de 2011      | 12 de marzo de 2014 – 1 de septiembre de 2014                                                                      |                                          |                                               |                                            |
| Esmeralda                  | Esmeralda                    | 4 de diciembre de 2017   | 22 de marzo de 2018      | 29 de junio de 2020 – 22 de octubre de 2020                                                                        |                                          |                                               |                                            |
| Gitanas                    | Cigánky                      | 5 de junio de 2017       | 22 de septiembre de 2017 | |                                          |                                               |                                            |
| La Fuerza del Destino      | Sila osudu                   | 1 de junio de 2015       | 7 de agosto de 2015      | 18 de febrero de 2016 – 29 de abril de 2016                                                                        |                                          |                                               |                                            |
| La Madrastra               | Macocha                      | 31 de agosto de 2009     | 12 de febrero de 2010    | 4 de abril de 2012 – 14 de septiembre de 2012                                                                      |                                          |                                               |                                            |
| La Reina del Sur           | Kráľovná juhu                | 6 de julio de 2015       | 27 de agosto de 2015     | planeado |                                          |                                               |                                            |
| La Tormenta                | La Tormenta: Pokušenie lásky | 7 de junio de 2010       | 21 de octubre de 2010    | 4 de junio de 2012 – 18 de abril de 2013                                                                           | planeado                                 |                                               |                                            |
| Los Herederos del Monte    | Vojna Monteovcov             | 30 de septiembre de 2013 | 3 de enero de 2014       | 10 de noviembre de 2015 – 17 de febrero de 2016                                                                    |                                          |                                               |                                            |
| Mar de Amor                | More lásky                   | 10 de agosto de 2015     | 18 de diciembre de 2015  | 2 de mayo de 2016 – 23 de agosto de 2016                                                                           |                                          |                                               |                                            |
| Más sabe el diablo         | V náručí diabla              | 29 de noviembre de 2010  | 7 de septiembre de 2011  | 2 de marzo de 2015 – 24 de noviembre de 2015                                                                       |                                          |                                               |                                            |
| Mi pecado                  | Rodinná kliatba              | 8 de septiembre de 2011  | 16 de febrero de 2012    | 2 de marzo de 2015 – 15 de mayo de 2015                                                                            |                                          |                                               |                                            |
| Muñeca brava               | Divoký anjel                 | 18 de julio de 2022      | enero de 2023            | |                                          |                                               |                                            |
| Niños ricos, pobres padres | Mladí, krásni, skazení       | 30 de abril de 2012      | 2 de noviembre de 2012   | 28 de julio de 2014 – 12 de noviembre de 2014                                                                      |                                          |                                               |                                            |
| Pasión de gavilanes        | Skrytá vášeň                 | 31 de agosto de 2009     | 2 de diciembre de 2009   | 25 de julio de 2011 – 9 de febrero de 2012                                                                         | 2 de enero de 2013 – 18 de julio de 2013 | 8 de septiembre de 2014 – 30 de enero de 2015 | 23 de enero de 2017 – 2 de junio de 2017   |
| Rebelde                    | Rebeli                       | 31 de agosto de 2009     | 14 de febrero de 2011    | 23 de agosto de 2011 – 21 de junio de 2012 (temporada 1) 31 de mayo de 2013 – 17 de enero de 2014 (temporadas 2-3) |                                          |                                               |                                            |
| Sortilegio                 | Čaro lásky                   | 12 de abril de 2010      | 16 de agosto de 2010     | 10 de julio de 2013 – 13 de noviembre de 2013                                                                      |                                          |                                               |                                            |
| Soy Tu Dueña               | Nezlomná Valentína           | 4 de enero de 2016       | 1 de abril de 2016       | 24 de agosto de 2016 – 30 de noviembre de 2016                                                                     |                                          |                                               |                                            |
| Sos Mi Vida                | Rany z lásky                 | 14 de junio de 2010      | 2 de mayo de 2011        | |                                          |                                               |                                            |
| Te Voy a Enseñar a Querer  | Naučím ťa milovať            | 15 de febrero de 2010    | 13 de agosto de 2010     | |                                          |                                               |                                            |
| Teresa                     | Teresa                       | 22 de abril de 2013      | 30 de septiembre de 2013 | 27 de julio de 2015 – 9 de noviembre de 2015                                                                       |                                          |                                               |                                            |
| Tres veces Ana             | Tri sestry                   | 25 de septiembre de 2017 | diciembre de 2017        | 11 de enero de 2021 – 9 de abril de 2021                                                                           |                                          |                                               |                                            |
| Triunfo del Amor           | Víťazstvo lásky              | 2 de febrero de 2015     | 29 de mayo de 2015       | 4 de abril de 2016 – 29 de julio de 2016                                                                           |                                          |                                               |                                            |
| Victoria                   | Viktória                     | 31 de agosto de 2009     | 25 de mayo de 2010       | 5 de noviembre de 2012 – 30 de mayo de 2013                                                                        |                                          |                                               |                                            |

## Otras Telenovelas
| Título original           | Título eslovaco/Translación                    | Estreno                                                               | Final                                                                      | Segunda vez                                                                                                  | Tercera vez                                     | Cuarta vez                                    |
| ------------------------- | ---------------------------------------------- | --------------------------------------------------------------------- | -------------------------------------------------------------------------- | --- | ----------------------------------------------- | --------------------------------------------- |
| Adını Feriha Koydum       | Feriha                                         | 18 de agosto de 2014                                                  | 29 de enero de 2015                                                        | 2 de enero de 2018 – 12 de julio de 2018                                                                     |                                                 |                                               |
| Aniela                    | Aniela: Príbeh zakázanej lásky                 | 8 de enero de 2011                                                    | 13 de octubre de 2012                                                      | 20 de julio de 2013 – 5 de octubre de 2014                                                                   |                                                 |                                               |
| Anne                      | Matky a dcéry                                  | 2 de enero de 2018                                                    | 15 de marzo de 2018                                                        | 22 de junio de 2020 – 3 de septiembre de 2020                                                                |                                                 |                                               |
| Asi                       | Perla Orientu                                  | 3 de junio de 2013                                                    | 6 de febrero de 2014                                                       | 15 de septiembre de 2014 – 27 de febrero de 2015                                                             |                                                 |                                               |
| Asla Vazgeçmem            | Nikdy ťa neopustím                             | 19 de marzo de 2018                                                   | 8 de agosto de 2018                                                        | 7 de septiembre de 2020 – 17 de febrero de 2020                                                              |                                                 |                                               |
| Aşk Mantık İntikam        | Láska, rozum, pomsta                           | 24 de agosto de 2022                                                  | noviembre de 2022                                                          | planeado |                                                 |                                               |
| Aşk ve Ceza               | Láska a trest                                  | 21 de enero de 2013                                                   | 30 de mayo de 2013                                                         | 7 de agosto de 2014 – 31 de octubre de 2014                                                                  |                                                 |                                               |
| Aşk Yeniden               | Láska na druhý pokus                           | 11 de enero de 2016 (temporada 1) 10 de julio de 2017 (temporada 2)   | 18 de febrero de 2016 (temporada 1) septiembre de 2017 (temporada 2)       | 5 de junio de 2017 – 6 de julio de 2017 (temporada 1) 1 de enero de 2019 – 20 de junio de 2019 (temporada 2) |                                                 |                                               |
| Aşk-ı Memnu               | Zakázaná láska                                 | 2 de febrero de 2015                                                  | 24 de junio de 2015                                                        | 12 de septiembre de 2016 – febrero de 2017                                                                   |                                                 |                                               |
| Babam ve Ailesi           | Šťastie mojich detí                            | 11 de febrero de 2019                                                 | 14 de marzo de 2019                                                        | 22 de febrero de 2021 – 25 de marzo de 2021                                                                  |                                                 |                                               |
| Bednaya Nastya            | Úbohá Nasťa                                    | 4 de marzo de 2012                                                    | 23 de junio de 2013                                                        | 10 de enero de 2015 – 12 de diciembre de 2015                                                                |                                                 |                                               |
| Binbir gece               | Tisíc a jedna noc                              | 12 de marzo de 2011                                                   | 26 de noviembre de 2011                                                    | 7 de enero de 2013 – 30 de agosto de 2013                                                                    | 18 de agosto de 2014 – 19 de diciembre de 2014  | 18 de enero de 2016 – 8 de septiembre de 2016 |
| Cennet'in Gözyaşları      | Cennet                                         | 30 de marzo de 2020                                                   | 12 de octubre de 2020                                                      | planeado |                                                 |                                               |
| Cesur ve Güzel            | Statočný a krásna                              | 31 de agosto de 2020                                                  | 7 de diciembre de 2020                                                     | planeado |                                                 |                                               |
| Dila Hanım                | Dila                                           | 3 de agosto de 2015                                                   | 26 de noviembre de 2015                                                    | 16 de julio de 2018 – 30 de enero de 2019                                                                    |                                                 |                                               |
| Diya Aur Baati Hum        | Sandhya – svetlo môjho života (temporadas 1-6) | 2 de enero de 2017                                                    | 15 de septiembre de 2017                                                   | 27 de abril de 2020 – 23 de diciembre de 2020                                                                |                                                 |                                               |
| Dorogaya Masha Berezina   | Máša                                           | 12 de mayo de 2012                                                    | 2 de diciembre de 2012                                                     | 2 de abril de 2013 – 11 de julio de 2013                                                                     | 12 de noviembre de 2013 – 28 de febrero de 2014 |                                               |
| Elveda Derken             | Slzy Bosporu                                   | 12 de abril de 2011                                                   | 17 de agosto de 2011                                                       | 22 de julio de 2013 – 21 de diciembre de 2013                                                                |                                                 |                                               |
| Erkenci Kuş               | S hlavou v oblakoch                            | 18 de abril de 2022                                                   | 23 de agosto de 2022                                                       | |                                                 |                                               |
| Ezel                      | Ezel                                           | 10 de abril de 2012                                                   | 3 de diciembre de 2012                                                     | 7 de abril de 2014 – 6 de agosto de 2014                                                                     |                                                 |                                               |
| Fatmagül'ün Suçu Ne?      | Fatmagül                                       | 31 de marzo de 2014                                                   | 14 de agosto de 2014                                                       | 22 de mayo de 2017 – 21 de diciembre de 2017                                                                 |                                                 |                                               |
| Gümüş                     | V objatí hodvábu                               | 2 de agosto de 2011                                                   | 5 de abril de 2012                                                         | 2 de septiembre de 2013 – 24 de junio de 2014                                                                |                                                 |                                               |
| Hercai                    | Spútaný motýľ                                  | 4 de enero de 2021                                                    | 16 de agosto de 2021                                                       | planeado |                                                 |                                               |
| Inimă de Tigan            | Cigánske srdce                                 | 18 de julio de 2011                                                   | 1 de junio de 2012                                                         | |                                                 |                                               |
| İstanbullu Gelin          | Neželaná nevesta                               | 13 de agosto de 2018 (temporada 1-2) 1 de julio de 2019 (temporada 3) | 7 de febrero de 2019 (temporada 1-2) 19 de diciembre de 2019 (temporada 3) | 7 de junio de 2021 – 3 de marzo de 2022                                                                      |                                                 |                                               |
| Julia: Wege zum Glück     | Júlia: cesty za šťastím                        | 31 de agosto de 2009                                                  | 21 de mayo de 2010                                                         | 5 de marzo de 2012 – 30 de julio de 2012                                                                     |                                                 |                                               |
| Kaderimin Yazıldığı Gün   | Kúsok zo mňa                                   | 22 de febrero de 2016                                                 | 29 de junio de 2016                                                        | 10 de febrero de 2020 – 18 de junio de 2020                                                                  |                                                 |                                               |
| Kadın                     | Sila ženy                                      | 18 de marzo de 2019 (temporadas 1-2)                                  | 5 de noviembre de 2019 (temporadas 1-2)                                    | 7 de marzo de 2022 – 29 de julio de 2022 (temporadas 1-2)                                                    |                                                 |                                               |
| Kara Sevda                | Nekonečná láska                                | 3 de abril de 2017 (temporada 1) 21 de agosto de 2017                 | 13 de julio de 2017 21 de diciembre de 2017                                | 4 de febrero de 2019 – 16 de agosto de 2019                                                                  |                                                 |                                               |
| Kızım                     | Moja malá princezná                            | 7 de enero de 2020                                                    | 26 de marzo de 2020                                                        | 1 de agosto de 2022 – 4 de octubre de 2022                                                                   |                                                 |                                               |
| La dama velada            | Dáma v závoji                                  | 2 de junio de 2015                                                    | 25 de junio de 2015                                                        | 23 de julio de 2017 – 27 de agosto de 2017                                                                   |                                                 |                                               |
| Larin Izbor               | Larina voľba (temporada 1)                     | 28 de mayo de 2012                                                    | 21 de julio de 2013                                                        | 17 de agosto de 2015 – 23 de diciembre de 2015                                                               | 3 de junio de 2019 – 23 de agosto de 2019       |                                               |
| Lo que escondían sus ojos | Zakázaná láska                                 | 29 de agosto de 2019                                                  | 30 de agosto de 2019                                                       | |                                                 |                                               |
| Meryem                    | Meryem                                         | 7 de junio de 2021                                                    | 12 de noviembre de 2021                                                    | planeado |                                                 |                                               |
| Muhteşem Yüzyıl           | Sultán (temporada 1-2) Sultán (temporada 3)    | 2 de enero de 2012 11 de marzo de 2013                                | 14 de septiembre de 2012 14 de noviembre de 2013                           | 10 de enero de 2015 – 5 de diciembre de 2015                                                                 | 12 de diciembre de 2015 – 16 de julio de 2016   |                                               |
| Paramparça                | Vymenené životy                                | 1 de agosto de 2016                                                   | 22 de mayo de 2017                                                         | 20 de mayo de 2019 – 4 de febrero de 2020                                                                    |                                                 |                                               |
| Regina                    | Regina: Kráľovná cigánskych sŕdc               | 31 de agosto de 2009                                                  | 9 de abril de 2010                                                         | 6 de enero de 2014 – 15 de agosto de 2014                                                                    |                                                 |                                               |
| Saraswatichandra          | Indická nevesta                                | 8 de febrero de 2016                                                  | 22 de diciembre de 2016                                                    | 16 de julio de 2018 – 15 de febrero de 2019                                                                  |                                                 |                                               |
| Sen Anlat Karadeniz       | Zachránené životy                              | 27 de junio de 2022                                                   | diciembre de 2022                                                          | |                                                 |                                               |
| Sen Çal Kapımı            | Láska na prenájom                              | 3 de enero de 2022                                                    | 23 de junio de 2022                                                        | planeado |                                                 |                                               |
| Sıla                      | Sila                                           | 5 de agosto de 2013                                                   | 27 de marzo de 2014                                                        | 4 de enero de 2016 – 27 de julio de 2016                                                                     |                                                 |                                               |
| Tatlı İntikam             | Sladká pomsta                                  | 3 de septiembre de 2018                                               | 26 de octubre de 2018                                                      | 29 de marzo de 2021 – 3 de junio de 2021                                                                     |                                                 |                                               |
| Velvet                    | Velvet                                         | 4 de julio de 2016 (temporadas 1-3) 14 de mayo de 2017 (temporada 4)  | 9 de noviembre de 2016 (temporadas 1-3) 16 de julio de 2017 (temporada 4)  | 29 de octubre de 2018 – 8 de febrero de 2019                                                                 |                                                 |                                               |
| Watch Over Me             | Osobný strážca                                 | 3 de enero de 2012                                                    | 30 de marzo de 2012                                                        | |                                                 |                                               |
| Zalim İstanbul            | Dve tváre Istanbulu                            | 17 de agosto de 2021                                                  | 13 de diciembre de 2021                                                    | planeado |                                                 |                                               |

## TV Series
- 2 Broke Girls (season 1–3)
- 3 lbs
- 666 Park Avenue
- 7th Heaven (season 1–5)
- 90210 (todas las temporadas)
- Alice Nevers (season 1–3)
- Ally McBeal (todas las temporadas)
- Ask Harriet
- Beauty & the Beast (season 1-2)
- Better with You
- Close to Home (season 2)
- Cold Case (temporadas 1, 5–7)
- Courting Alex
- Dallas (serie de televisión de 2012) (todas las temporadas)
- Der Fürst und das Mädchen (season 3)
- Dharma & Greg (todas las temporadas)
- Drop Dead Diva (season 1–5)
- Early Edition (todas las temporadas)
- Eastwick
- El mentalista (todas las temporadas)
- Élodie Bradford (season 1–2)
- ER (season 14–15)
- Frasier (todas las temporadas)
- Friends (todas las temporadas)
- Gilmore Girls (todas las temporadas)
- Gossip Girl (todas las temporadas)
- H2O: Just Add Water (season 1)
- Hart of Dixie (todas las temporadas)
- Hasta que la muerte nos separe (todas las temporadas)
- Hawthorne (todas las temporadas)
- Hellcats
- House (todas las temporadas)
- Charmed (season 1–6)
- Il Capitano (season 2)
- Jesse (todas las temporadas)
- Jo
- Joan of Arcadia (todas las temporadas)
- LAX
- Los Tudor (todas las temporadas)
- Lost Girl (season 1–3)
- Love, Inc.
- Made in Jersey
- Major Crimes (season 1–3)
- Married... with Children (season 1–6)
- Melrose Place 2.0
- Men in Trees (todas las temporadas)
- Mentes criminales (season 3)
- Mercy
- Miami Medical
- Mike & Molly (season 1)
- Missing (todas las temporadas)
- Monk (season 2)
- NCIS (season 5)
- Necessary Roughness (todas las temporadas)
- Nurse Jackie (season 1-6)
- Outlander (temporada 1-2)
- Pasadena
- Pretty Little Liars (season 1-4)
- Privileged
- Pushing Daisies (todas las temporadas)
- Rizzoli & Isles (season 1-5)
- Roseanne (serie de televisión) (season 6-9)
- Royal Pains (season 1-3)
- Sabrina, the Teenage Witch (todas las temporadas)
- Sea of Souls (todas las temporadas)
- Seafarers (todas las temporadas)
- Seinfeld (season 1-4)
- Sex and the City (todas las temporadas)
- Shameless (season 1-4)
- Step by Step (todas las temporadas)
- Suburgatory (season 1-2)
- Suddenly Susan (todas las temporadas)
- Sue Thomas, el ojo del FBI (todas las temporadas)
- Summerland (todas las temporadas)
- Suspected
- The Client List (todas las temporadas)
- The Guardian (season 1–2)
- The Middle (season 1–3)
- The Mob Doctor
- The Secret Circle (serie de televisión)
- The O.C. (season 1–3)
- The Vampire Diaries (serie de televisión) (season 1–5)
- The Whole Truth
- Tierärztin Dr. Mertens (todas las temporadas)
- Undercovers
- Unforgettable (todas las temporadas)
- Veronica Mars (todas las temporadas)
- Veronica's Closet (todas las temporadas)
- Without a Trace (season 1–4)
- Yes, Dear (season 1–2)